# The Babe - La leggenda
The Babe - La leggenda (The Babe) è un film del 1992 diretto da Arthur Hiller.
I protagonisti sono John Goodman e Kelly McGillis.

## Trama
La storia inizia nel 1902 a Baltimora, nel Maryland, dove un bambino di sette anni, George Herman Ruth, detto "Babe", vivace e tanto indisciplinato, viene inviato alla St. Mary's Industrial School for Boys, un riformatorio e un orfanotrofio. "Babe" Ruth viene lasciato da suo padre, George Herman Ruth Sr., che non riesce a gestire la crescita del ragazzo. A scuola, è istruito da missionari cattolici ed è preso in giro dagli altri bambini, a causa delle sue grandi dimensioni. Fratello Matthias Boutlier, capo della Disciplina di St. Mary's, lo introduce per la prima volta nel gioco del baseball. Durante una sessione di esercitazioni in battuta, Ruth realizza diversi fuoricampo imponenti. Fratello Matthias e gli altri sono sbalorditi dallo straordinario potere di Ruth nel colpire la palla.
Il film passa poi al 1914. Un diciannovenne Ruth fa parte della squadra di baseball di St. Mary e il ragazzo continua ad eccellere come potente battitore e grande lanciatore. Le incredibili abilità di Ruth arrivano all'attenzione di Jack Dunn: poiché il ragazzo è minorenne, Dunn decide di adottarlo e fargli firmare un contratto con i Baltimore Orioles. Nel mezzo della stagione del baseball del 1914, Ruth viene venduto ai Boston Red Sox. Come membro dei Red Sox, Ruth inizia a guadagnare grande attenzione per le sue gare di casa e diventa popolare a Boston. Tuttavia, fa arrabbiare Harry Frazee, proprietario di Red Sox durante una festa, e dopo la stagione del 1919, Ruth chiede un aumento e una suite per le partite in casa. Invece di soddisfare le sue richieste, Frazee lo vende ai New York Yankees per finanziare i suoi spettacoli di Broadway, che hanno perso un sacco di soldi (per l'esattezza 125.000 dollari, la stessa cifra di denaro che Frazee ha ottenuto dalla vendita di Ruth).
Ruth diventa molto popolare a New York, poiché aiuta gli Yankee a vincere le World Series nel 1923. Inoltre, in una partita, colpisce due fuoricampo per un bambino di nome Johnny Sylvester, che aveva recentemente visitato in ospedale. Tuttavia, due anni dopo, dopo aver divorziato dalla sua prima moglie, Helen Woodford, che gli rivelò di essere incorreggibile ed è per questo che i suoi genitori lo abbandonarono, Ruth iniziò a cadere in una crisi, mentre il suo compagno di squadra Lou Gehrig inizia a rubargli la scena, diventando noto come "Cavallo di ferro" e "L'orgoglio degli Yankee". Dopo essere stato bersagliato di limoni durante una partita, Ruth si arrabbia e si precipita sulla panchina, urlando alla folla e offuscando ulteriormente la sua immagine pubblica in declino con la squadra. Per cercare di riprendersi, si sposa per la seconda volta, questa volta con Claire Hodgson e decide anche di rimettersi in forma, limitando i suoi vizi.
Tuttavia, nel 1927, Ruth ritorna quello di prima e realizza 60 fuoricampo, battendo il suo vecchio record di 59. Nel 1932, durante le World Series contro i Cubs, nel Game 3, Ruth, durante un turno di battuta, indica il centro del campo e colpisce un imponente fuoricampo, chiamandolo "il suo tiro" .
Nel 1934, la carriera di Ruth è in declino. Vuole perseguire la sua ambizione post-carriera di gestire una squadra di baseball ma il proprietario degli Yankees, il colonnello Jacob Ruppert, ha altre intenzioni: vorrebbe cederlo in seconda divisione ma il giocatore rifiuta, allora lascia il "bambino" libero di andare dove vuole. Con la promessa di diventare un manager, Babe firma con i Boston Braves ma la sua presenza nella squadra è più comica di ogni altra cosa. Durante una partita contro i Pittsburgh Pirates, Babe litiga con l'allenatore per una scelta tattica e, finita la discussione, si precipita nell'ufficio dirigenziale per parlare della sua posizione: qui ascolta il proprietario dei Boston parlare al telefono e scopre che è stato ingaggiato soltanto per attrarre il pubblico e che non diventerà mai presidente. Tornato in campo, Babe risponde alle critiche del pubblico facendo tre fuoricampo nella partita, quindi evita drammaticamente la stretta di mano per le congratulazioni offerta dal proprietario e lascia cadere il suo cappello dei Braves sul terreno, indicando che sta lasciando la squadra e, molto probabilmente, anche il baseball.
Il film termina con Ruth a pezzi, arrancando da solo attraverso il tunnel d'ingresso. Si trova di fronte a un uomo; è Johnny, ormai cresciuto. Per il ragazzo è ancora il suo eroe, dopodiché restituisce la palla firmata a Babe che gli aveva donato su quello che era quasi il suo letto di morte. Ruth osserva esclamando: "Sono andato, Johnny. Sono andato". E mentre Ruth esce, Johnny gli urla: "Lei è il migliore, è il migliore di tutti i tempi".